# Astrid Gramajo
Astrid Azucena Gramajo Ramírez (Baja Verapaz, Guatemala) es una árbitra de fútbol guatemalteca.

## Carrera
Gramajo es árbitro oficial de la FIFA desde 2017. Debutó como árbitra profesional en 2020 en la primera división de Guatemala siendo ella la primera mujer en dirigir en dicha división.
Gramajo debutó como árbitro en la liga nacional de Guatemala el 21 de febrero de 2021.
En 2024, Gramajo dirigió en torneos como la Copa Oro Femenina y en la Copa Mundial Femenina sub-20 en Colombia.

## Participaciones
- Liga Nacional de fútbol de Guatemala (desde 2021)
- Campeonato Femenino Sub-20 de la Concacaf de 2020[1]
- Copa Oro Femenina de la Concacaf de 2024[4]
- Copa Mundial Femenina de Fútbol Sub-20 de 2024[3]